# Maria Sander
Maria Sander (dekliški priimek Domagala), nemška atletinja, * 30. oktober 1924, Dinslaken, Weimarska republika, † 12. januar 1999, Much, Nemčija.
Nastopila je na poletnih olimpijskih igrah v letih 1952 in 1956, leta 1952 je osvojila naslov olimpijske podprvakinje v štafeti 4x100 m, bronasto medaljo v teku na 80 m z ovirami ter peto mesto v teku na 100 m, leta 1956 pa šesto mesto v štafeti 4x100 m. Na evropskih prvenstvih je osvojila bronasti medalji v peteroboju in štafeti 4x100 m leta 1954. Ob olimpijskem nastopu je z nemško reprezentanco izenačila svetovni rekord v štafeti 4 x 100 m s časom 45,9 s, kolikor je tekla tudi zmagovalna ameriška štafeta.